# Mili Poljičak
Mili Poljičak (ur. 13 lipca 2004 w Splicie) – chorwacki tenisista, zwycięzca juniorskiego Wimbledonu 2022 w grze pojedynczej i French Open 2022 w grze podwójnej.

## Kariera tenisowa
Startując w grze podwójnej juniorów, Mili Poljičak w 2022 roku zwyciężył w finale French Open w parze z Edasem Butvilasem. Wygrali w nim 6:4, 6:0 z deblem Gonzalo Bueno–Ignacio Buse. W tym samym roku Chorwat triumfował na kortach Wimbledonu w grze pojedynczej juniorów, w meczu mistrzowskim pokonując Michaela Zhenga 7:6(2), 7:6(3).
W rankingu gry pojedynczej najwyżej był na 462. miejscu (3 kwietnia 2023), a w klasyfikacji gry podwójnej na 269. pozycji (24 października 2022).

### Finały juniorskich turniejów wielkoszlemowych

#### Gra pojedyncza (1–0)
| Końcowy wynik | Nr | Data          | Turniej           | Nawierzchnia | Przeciwnik    | Wynik finału   |
| ------------- | -- | ------------- | ----------------- | ------------ | ------------- | -------------- |
| Zwycięzca     | 1. | 10 lipca 2022 | Wimbledon, Londyn | Trawiasta    | Michael Zheng | 7:6(2), 7:6(3) |

#### Gra podwójna (1–0)
| Końcowy wynik | Nr | Data           | Turniej            | Nawierzchnia | Partner       | Przeciwnicy                | Wynik finału |
| ------------- | -- | -------------- | ------------------ | ------------ | ------------- | -------------------------- | ------------ |
| Zwycięzca     | 1. | 4 czerwca 2022 | French Open, Paryż | Ceglana      | Edas Butvilas | Gonzalo Bueno Ignacio Buse | 6:4, 6:0     |